# 韋斯特波特 (明尼蘇達州)
韋斯特波特（英語：Westport）是一個位於美國明尼蘇達州波普縣的城市。

## 歷史
韋斯特波特於1882年成立。韋斯特波特的郵局於1888年設立，其後於1966年停運。

## 人口
根據2020年美國人口普查的數據，韋斯特波特的面積為0.68平方千米，皆為陸地。當地共有人口44人，而人口密度為每平方千米65人。